# 2023년 5월
| 2023년: 1월 · 2월 · 3월 · 4월 · 5월 · 6월 · 7월 · 8월 · 9월 · 10월 · 11월 · 12월 |

| \| 2023년 5월 1일 (월요일) \| \| 편집 \| |  |      |
|                                          |  |      |
| 2023년 5월 1일 (월요일)                  |  | 편집 |

| 2023년 5월 1일 (월요일) |  | 편집 |

| \| 2023년 5월 2일 (화요일) \| \| 편집 \|                           |  |      |
| 경제와 비즈니스 - 미국작가조합(WGA)이 16년 만에 총파업을 시작했다. |  |      |
| 2023년 5월 2일 (화요일)                                            |  | 편집 |

| 2023년 5월 2일 (화요일) |  | 편집 |

| \| 2023년 5월 3일 (수요일) \| \| 편집 \| |  |      |
|                                          |  |      |
| 2023년 5월 3일 (수요일)                  |  | 편집 |

| 2023년 5월 3일 (수요일) |  | 편집 |

| \| 2023년 5월 4일 (목요일) \| \| 편집 \| |  |      |
| 스포츠 - SSC 나폴리가 이탈리아 프로 축구 세리에 A 2022-23 시즌에서 조기 우승을 확정하였다. 나폴리는 우디네세 칼초와의 원정 경기에서 1:1로 비기며 승점 합계 80점을 기록, 2위인 SS 라치오(승점 64점)를 따돌렸다. 잔여 경기 결과와 상관없이 우승을 확정한 나폴리의 마지막 우승은 33년 전이다. |  |      |
| 2023년 5월 4일 (목요일) |  | 편집 |

| 2023년 5월 4일 (목요일) |  | 편집 |

| \| 2023년 5월 5일 (금요일) \| \| 편집 \| |  |      |
| 보건과 환경 - 세계보건기구가 코로나바이러스감염증-19의 범유행(팬데믹) 등급을 하향 조정하고, 국제적 공중보건 비상사태(PHEIC)를 해제키로 하였다. 2020년 1월 비상사태를 선언한 이후 3년 4개월여 만이다. 재해와 사고 - 일본 도야마현에서 규모6.3의 지진이 발생하였다. |  |      |
| 2023년 5월 5일 (금요일) |  | 편집 |

| 2023년 5월 5일 (금요일) |  | 편집 |

| \| 2023년 5월 6일 (토요일) \| \| 편집 \| |  |      |
| 국제 관계 - 찰스 3세의 대관식: 영국의 국왕 찰스 3세의 대관식이 전 세계 200여 개 국가의 사절들이 참석한 가운데 웨스트민스터 사원에서 열렸다. 사고와 재해 - 대한민국 경기도 평택시 팽성읍의 농지에 훈련 중이던 주한 미군 제7공군 제8전투비행단 소속 F-16C 전투기가 추락했다. 조종사는 추락 직전 비상 탈출했고 인명 피해는 없었다. |  |      |
| 2023년 5월 6일 (토요일) |  | 편집 |

| 2023년 5월 6일 (토요일) |  | 편집 |

| \| 2023년 5월 7일 (일요일) \| \| 편집 \| |  |      |
| 정치와 선거 - 대한민국의 윤석열 대통령과 일본의 기시다 후미오 총리가 서울 용산의 대통령실에서 정상회담을 열어 양국 현안을 논의하였다. 윤 대통령은 지난 3월 16일·17일 양일간 도쿄를 방문하여 기시다 총리와 회담을 가졌었다. |  |      |
| 2023년 5월 7일 (일요일) |  | 편집 |

| 2023년 5월 7일 (일요일) |  | 편집 |

| \| 2023년 5월 8일 (월요일) \| \| 편집 \| |  |      |
|                                          |  |      |
| 2023년 5월 8일 (월요일)                  |  | 편집 |

| 2023년 5월 8일 (월요일) |  | 편집 |

| \| 2023년 5월 9일 (화요일) \| \| 편집 \| |  |      |
|                                          |  |      |
| 2023년 5월 9일 (화요일)                  |  | 편집 |

| 2023년 5월 9일 (화요일) |  | 편집 |

| \| 2023년 5월 10일 (수요일) \| \| 편집 \| |  |      |
|                                           |  |      |
| 2023년 5월 10일 (수요일)                  |  | 편집 |

| 2023년 5월 10일 (수요일) |  | 편집 |

| \| 2023년 5월 11일 (목요일) \| \| 편집 \| |  |      |
|                                           |  |      |
| 2023년 5월 11일 (목요일)                  |  | 편집 |

| 2023년 5월 11일 (목요일) |  | 편집 |

| \| 2023년 5월 12일 (금요일) \| \| 편집 \| |  |      |
|                                           |  |      |
| 2023년 5월 12일 (금요일)                  |  | 편집 |

| 2023년 5월 12일 (금요일) |  | 편집 |

| \| 2023년 5월 13일 (토요일) \| \| 편집 \| |  |      |
|                                           |  |      |
| 2023년 5월 13일 (토요일)                  |  | 편집 |

| 2023년 5월 13일 (토요일) |  | 편집 |

| \| 2023년 5월 14일 (일요일) \| \| 편집 \| |  |      |
|                                           |  |      |
| 2023년 5월 14일 (일요일)                  |  | 편집 |

| 2023년 5월 14일 (일요일) |  | 편집 |

| \| 2023년 5월 15일 (월요일) \| \| 편집 \|                  |  |      |
| 사고와 재해 - 강원도 동해시에서 규모 4.5지진이 발생하였다. |  |      |
| 2023년 5월 15일 (월요일)                                   |  | 편집 |

| 2023년 5월 15일 (월요일) |  | 편집 |

| \| 2023년 5월 16일 (화요일) \| \| 편집 \| |  |      |
| 행정 인천 서구의회가 인천광역시 행정체제 개편안에 따른 서구 분구안에 동의하는 의결을 했다. 이에 따르면 경인 아라뱃길을 기준으로 이북을 검단구로 분구하며, 원창동 도서 지역 7개 섬은 서구에 잔류한다. |  |      |
| 2023년 5월 16일 (화요일) |  | 편집 |

| 2023년 5월 16일 (화요일) |  | 편집 |

| \| 2023년 5월 17일 (수요일) \| \| 편집 \| |  |      |
|                                           |  |      |
| 2023년 5월 17일 (수요일)                  |  | 편집 |

| 2023년 5월 17일 (수요일) |  | 편집 |

| \| 2023년 5월 18일 (목요일) \| \| 편집 \| |  |      |
|                                           |  |      |
| 2023년 5월 18일 (목요일)                  |  | 편집 |

| 2023년 5월 18일 (목요일) |  | 편집 |

| \| 2023년 5월 19일 (금요일) \| \| 편집 \| |  |      |
|                                           |  |      |
| 2023년 5월 19일 (금요일)                  |  | 편집 |

| 2023년 5월 19일 (금요일) |  | 편집 |

| \| 2023년 5월 20일 (토요일) \| \| 편집 \| |  |      |
|                                           |  |      |
| 2023년 5월 20일 (토요일)                  |  | 편집 |

| 2023년 5월 20일 (토요일) |  | 편집 |

| \| 2023년 5월 21일 (일요일) \| \| 편집 \| |  |      |
| 국제 관계 - 일본 히로시마에서 G7 정상회의가 열렸다. 행사는 19일부터 21일까지 진행되었다. G7 정상 외에도 우크라이나의 볼로디미르 젤렌스키 대통령을 비롯한 여러 초청국 정상, 국제기구 수장 등이 참석하였다. |  |      |
| 2023년 5월 21일 (일요일) |  | 편집 |

| 2023년 5월 21일 (일요일) |  | 편집 |

| \| 2023년 5월 22일 (월요일) \| \| 편집 \| |  |      |
|                                           |  |      |
| 2023년 5월 22일 (월요일)                  |  | 편집 |

| 2023년 5월 22일 (월요일) |  | 편집 |

| \| 2023년 5월 23일 (화요일) \| \| 편집 \| |  |      |
| 보건과 환경 - 대한민국의 국립공원: 국립공원위원회 제138차 회의에서 팔공산 도립공원의 국립공원 승격이 결정되었다. 승격시 대한민국의 23번째 국립공원이 된다. 마지막 국립공원 지정은 7년 전인 2016년, 태백산 도립공원의 국립공원 승격 지정이었다. 사고와 재해 - 미국의 조 바이든 대통령이 태풍 마와르의 괌 상륙이 예상되는 것과 관련하여 비상사태를 선언하였다. 루 레온 게레로(Lou Leon Guerrero) 괌 주지사는 저지대와 범람 우려 지역의 주민 약 15만여 명에 대해서 대피 명령을 내렸다. 마와르(Mawar)는 2023년 제2호 태풍으로, 23일 기준 4등급 슈퍼태풍(Category 4 super typhoon)으로 발달하며 괌에 접근 중이다. |  |      |
| 2023년 5월 23일 (화요일) |  | 편집 |

| 2023년 5월 23일 (화요일) |  | 편집 |

| \| 2023년 5월 24일 (수요일) \| \| 편집 \| |  |      |
| 과학과 기술 - 대한민국이 누리호 3차 시험 발사를 진행할 예정이었으나, 기술적 문제로 연기하였다. 이번 시험에서는 처음으로 인공위성(실용위성 8기)을 탑재하는 것으로 알려졌다. 문화와 예술 - 대한민국에서 《아기공룡 둘리 - 얼음별 대모험》이 재개봉하였다. 아기공룡 둘리 탄생 40주년을 기념, 1996년 영화 작품을 디지털 리마스터링해서 재개봉하였다. |  |      |
| 2023년 5월 24일 (수요일) |  | 편집 |

| 2023년 5월 24일 (수요일) |  | 편집 |

| \| 2023년 5월 25일 (목요일) \| \| 편집 \|                   |  |      |
| 과학과 기술 - 대한민국이 누리호 3차 시험 발사에 성공하였다. |  |      |
| 2023년 5월 25일 (목요일)                                    |  | 편집 |

| 2023년 5월 25일 (목요일) |  | 편집 |

| \| 2023년 5월 26일 (금요일) \| \| 편집 \| |  |      |
| 사고와 재해 - 제2호 태풍 마와르가 괌 바로 북쪽 해상을 지나갔다. 5월 23일 사피어-심프슨 허리케인 등급 4등급으로 발달한 마와르는 5등급으로 발달, 강풍과 폭우를 뿌렸다. 괌섬은 2002년 제26호 태풍 봉선화 이후 가장 큰 피해를 입었다. |  |      |
| 2023년 5월 26일 (금요일) |  | 편집 |

| 2023년 5월 26일 (금요일) |  | 편집 |

| \| 2023년 5월 27일 (토요일) \| \| 편집 \|                                                                                                   |  |      |
| 정치와 선거 - 미국 정부의 채무불이행을 막기위한 연방정부 부채한도 상향과 관련하여 민주당과 공화당이 원칙적으로 합의에 이른 것으로 알려졌다. |  |      |
| 2023년 5월 27일 (토요일) |  | 편집 |

| 2023년 5월 27일 (토요일) |  | 편집 |

| \| 2023년 5월 28일 (일요일) \| \| 편집 \| |  |      |
| 정치와 선거 - 레제프 타이이프 에르도안 대통령이 재선되었다. 에르도안 대통령은 튀르키예 대선 결선 투표에서 52.18%를 득표, 케말 클르츠다로을루 후보(득표율 47.82%)를 꺾고 재선되었다. |  |      |
| 2023년 5월 28일 (일요일) |  | 편집 |

| 2023년 5월 28일 (일요일) |  | 편집 |

| \| 2023년 5월 29일 (월요일) \| \| 편집 \| |  |      |
|                                           |  |      |
| 2023년 5월 29일 (월요일)                  |  | 편집 |

| 2023년 5월 29일 (월요일) |  | 편집 |

| \| 2023년 5월 30일 (화요일) \| \| 편집 \| |  |      |
|                                           |  |      |
| 2023년 5월 30일 (화요일)                  |  | 편집 |

| 2023년 5월 30일 (화요일) |  | 편집 |

| \| 2023년 5월 31일 (수요일) \| \| 편집 \| |  |      |
|                                           |  |      |
| 2023년 5월 31일 (수요일)                  |  | 편집 |

| 2023년 5월 31일 (수요일) |  | 편집 |

| <          | 2023년 5월  | 2023년 5월 | 2023년 5월 | 2023년 5월 | 2023년 5월 | >           |
| 일         | 월          | 화         | 수         | 목         | 금         | 토          |
|            | 1 3.12 기미 | 2 13 경신  | 3 14 신유  | 4 15 임술  | 5 16 계해  | 6 17 갑자   |
| 7 18 을축  | 8 19 병인   | 9 20 정묘  | 10 21 무진 | 11 22 기사 | 12 23 경오 | 13 24 신미  |
| 14 25 임신 | 15 26 계유  | 16 27 갑술 | 17 28 을해 | 18 29 병자 | 19 30 정축 | 20 4.1 무인 |
| 21 2 기묘  | 22 3 경진   | 23 4 신사  | 24 5 임오  | 25 6 계미  | 26 7 갑신  | 27 8 을유   |
| 28 9 병술  | 29 10 정해  | 30 11 무자 | 31 12 기축 |            |            |             |

| - 2023년 - 4월 - 5월 - 6월 편집하기 |